# Алесандрија
Алесандрија (итал. Alessandria) град је у северној Италији. Град је средиште истоименог округа Алесандрија у оквиру италијанске покрајине Пијемонт.
Град Алесандрија је познат као средиште брежуљкасте области Монферат.

## Природне одлике
Град Алесандрија налази се у југозападном делу Падске низије, на 90 км источно од Торина. Град се налази у брежуљкастом крају, близу подножја северних Апенина. Град се образовао на саобраћајно и стратешки важном месту - ушћу реке Бормиде у већи Танаро.

## Становништво
Према резултатима пописа становништва 2011. у општини је живело 89.411 становника.
| 1931.  | 1936.  | 1951.  | 1961.  | 1971.   | 1981.   | 1991.  | 2001.  | 2011.  |
| ------ | ------ | ------ | ------ | ------- | ------- | ------ | ------ | ------ |
| 79.783 | 79.348 | 82.157 | 92.781 | 102.446 | 100.523 | 90.753 | 85.438 | 89.411 |

Алесандрија данас има близу 100.000 становника (бројчано трећи град у покрајини), махом Италијана. Током протеклих деценија у град се доселило много досељеника из иностранства, највише са Балкана.

## Партнерски градови
- Алба Јулија
- Аржантеј
- Јерихон
- Храдец Кралове
- Карловац
- Рјазањ
- Росарио

## Галерија
- Градски часовник
- Фасаде у старом делу Алесандрије
- Градски фестивал